# تحت درمان
تحت درمان (ایتالیایی: In Treatment) یک مجموعهٔ تلویزیونی درام ایتالیایی به کارگردانی ساوریو کوستانتسو است که در سال ۲۰۱۳ منتشر شد.

## بازیگران
- سرجو کاستلیتو
- کاسیا اسموتنیاک
- گوئیدو کاپرینو
- باربورا بوبولوا
- آدریانو جانینی
- لیچا مالیتا
- والریا گولینو
- ولری برونی تدسکی
- ایرنه کاساگرانده
- جوانا متزوجورنو
- مایا سانسا
- مارگریتا بوی
- میکله پلاچیدو
- گرتا اسکارانو
- ایزابلا فراری
- جولیا میکلینی